# Espot Esquí
Espot Esquí est une station de ski située dans les Pyrénées catalanes sur la commune d'Espot, dans la comarque de Pallars Sobirà (province de Lérida, Catalogne, Espagne).

## Géographie
Elle est située à proximité du parc national d'Aigüestortes et lac Saint-Maurice.
Les pistes aboutissent toutes au cœur de la station, sans franchir de nombreuses vallées, comme cela peut être le cas dans de grandes stations.

## Services
Elle dispose des services habituels de ce type d'installation : restaurants, cafétérias, écoles de ski, location de matériel, etc.
Par ailleurs, elle bénéficie d'une zone d'apprentissage pour les tout-petits, avec une remontée mécanique pour enfants.
En été, il est possible de pratiquer d'autres types de sport : rafting, parapente, équitation, canyoning, randonnée pédestre, canoë...